# Оле Сетер
Оле Сетер (норв. Ole Sæther; Стајнкјер, 23. јануар 1870 — Осло, 13. октобар 1946) био је норвешки стрелац ВК пушком, учесник стрељачких такмичења на почетку 20. века.
Сетер је три пута учествовао на Летњим олимпијским играма. На Олимпијским играма 1900. у Паризу учествовао је у свих пет дисциплина гађања пушком слободног избора ВК (великог калибра) у мету на удаљености од 300 метара. У дисциплини стојећи став делио је 26. место са 239 кругова; клечећи став 12. са 293 круга; лежећи став 18. са 198 кругова и тростав појединачно 20. место са укупних 830 кругова. У последњој дисциплини тростав екипно као члан екипе Норвешке освојио је сребрну медаљу. Резултат свих пет чланова укупно износио је 4.290 кругова.
Други пут је учествовао на Играма 1908. у Лондону где је освојио златну медаљу у троставу екипно са 5.055 кругова, а у троставу појединачно био је трећи са постигнутих 865 кругова. У трећој дисциплини учествовао је као члан екипе Норвешке у дисциплини војничка пушка екипно, а његова екипа је освојила 6. место са 2.192 круга.
Четири године касније Сетер учествује и трећи пут на Играма 1912. у Стокхолму. где освоја сребрну медаљу у троставу екипно са 5.605 кругова, док је у троставу појединачно освојио 9. место са 941 кругом.